# کارپندولو
کارپندولو (به ایتالیایی: Carpenedolo) یک کومونه در ایتالیا است که در استان برشا واقع شده‌است. کارپندولو ۳۰٫۱۴ کیلومتر مربع مساحت و ۱۲٬۸۵۹ نفر جمعیت دارد و ۷۸ متر بالاتر از سطح دریا واقع شده‌است.